# لودفيغ ليندغرين
لودفيغ ليندغرين (بالسويدية: Ludvig Lindgren)‏ هو متسابق دراجات نارية سويدي، ولد في 23 سبتمبر 1990 في أوربرو في السويد.

## وصلات خارجية
- الموقع الرسمي